# Pettigoe
Pettigoe (iriska: Paiteagó) är en ort i republiken Irland. Den ligger i den norra delen av landet, 170 km nordväst om huvudstaden Dublin. Pettigoe ligger 67 meter över havet och antalet invånare är 239.
Terrängen runt Pettigoe är huvudsakligen platt, men norrut är den kuperad.Runt Pettigoe är det glesbefolkat, med 19 invånare per kvadratkilometer. Pettigoe är det största samhället i trakten. Trakten runt Pettigoe består i huvudsak av gräsmarker.